# Defesa Chewbacca

Cena do episódio "Chef Aid", que mostra Johnnie Cochran usando a defesa Chewbacca.

Defesa de Chewbacca é uma terminologia informal usada nos Estados Unidos para se referir a uma estratégia legal em que o objetivo do argumento aparenta confundir deliberadamente o júri em vez de refutar factualmente o caso ou argumento opositório. O termo foi originalmente usado no episódio "Chef Aid", da série animada South Park. O episódio, que estreou em 7 de outubro de 1998, satiriza o argumento final do advogado Johnnie Cochran defendendo O. J. Simpson em seu julgamento de homicídio. O termo tem sido comumente utilizado em descrições de casos legais, especialmente criminosos. O conceito de disfarçar uma falha num argumento ao apresentar grandes quantidades de informações irrelevantes já foi descrito como o equivalente moderno de red herring ou da falácia ignoratio elenchi (falácia da conclusão irrelevante).
No contexto do episódio, o fictício Cochran começa seu caso de defesa baseando seu argumento na série de filmes Star Wars, especificamente na afirmação (incorreta) de que o personagem Chewbacca vive no planeta Endor. Ele continua apontando contradições durante o argumento, primeiro ele levanta a suposta insensatez dessa colocação, observando que o próprio argumento "não faz sentido", e então, ele continua ao citar que um advogado de terno abordar Star Wars como evidência "também não faz sentido" e, portanto, o caso deve ser rejeitado. O argumento final diz: "Se Chewbacca vive em Endor, você deve absolver", uma satiriza ao argumento final da defesa do próprio Cochran: "Se não se encaixa, vocês devem absolver".

## Origem
No episódio, o personagem Chef contata um executivo de uma "grande gravadora" procurando ser creditado como compositor de um hit fictício de Alanis Morissette chamado "Stinky Britches". A reivindicação é comprovada por uma gravação de 20 anos.
A empresa discográfica recusa e contrata Johnnie Cochran, que apresenta uma ação judicial contra o Chef pelo assédio. No tribunal, Cochran recorre à sua "famosa" defesa Chewbacca, que ele usou durante o julgamento de O. J. Simpson, de acordo com o advogado do Chef, Gerald Broflovski. Embora Broflovski use a lógica, o raciocínio e o fato de o Chef possuir direitos autorais adequados ao trabalho dele, Cochran argumento o seguinte:
Cochran: ...Senhoras e senhores desse suposto júri, tenho uma coisa final que eu quero que considere. Senhoras e senhores, este é Chewbacca. Chewbacca é um Wookiee do planeta Kashyyyk. Mas Chewbacca vive no planeta Endor. Agora pense nisso; Isso não faz sentido!

Gerald Broflovski: Droga!... Ele está usando a defesa Chewbacca!

Cochran: Por que um Wookiee, de 8 pés de altura, quer morar em Endor, com um monte de Ewoks de 2 pés de altura? Isso não faz sentido! Mas, o mais importante, que você precisa se perguntar: o que isso tem a ver com esse caso? Nada. Senhoras e senhores, não tem nada a ver com este caso! Não faz sentido! Olhe para mim. Eu sou um advogado defendendo uma grande gravadora, e estou falando sobre Chewbacca! Isso faz sentido? Senhoras e senhores, não tem sentido! Nada disso faz sentido! E então vocês tem que lembrar, quando vocês estiverem na sala do jurado deliberando e confirmando a Proclamação de Emancipação, isso faz sentido? Não! Senhoras e senhores desse suposto júri, isso não faz sentido! Se Chewbacca vive em Endor, você deve absolver! A defesa fecha.
A última declaração é uma paródia dos argumentos de encerramento de Cochran no caso de homicídio de O. J. Simpson, onde ele diz ao júri: "Se não se encaixa, vocês devem absolver!" Ele se referia a uma demonstração do tribunal em que Simpson parecia incapaz de colocar um par de luvas de couro sangrenta encontradas na cena do crime e em sua casa sobre as luvas cirúrgicas.
No episódio, a defesa de Cochran é bem sucedida e o júri considera o Chef culpado de "assediar uma grande gravadora", após isso, o juiz fixa sua punição como uma multa de dois milhões de dólares a ser paga dentro de 24 horas ou, na sua falta, quatro anos de prisão (o juiz inicialmente o condena a oito milhões de anos, mas é corrigido por um oficial do tribunal).
Em último recurso, um concerto beneficente chamado "Chef Aid" é organizado para arrecadar dinheiro para que Chef contrate Cochran para o seu próprio processo contra a gravadora. No concerto, Cochran tem uma mudança sentimental e oferece representar Chef gratuitamente. Ele novamente usa, e com sucesso, a defesa Chewbacca, desta vez para derrotar a gravadora e forçá-los a reconhecer a autoria de Chef sobre a música. Desta vez, ele termina tirando um fantoche de macaco e gritando: "Aqui, olhe para o macaco. Olhe para o macaco tolo!" fazendo com que a cabeça de um jurado explodisse.

## Utilização
O obituário da Associated Press mencionou a paródia da defesa Chewbacca como uma das maneiras pelas quais o advogado entrou para a cultura pop.
O criminologista Thomas O'Connor diz que, quando a evidência de DNA mostra "inclusão", isto é, não exonera um cliente por exclusão da amostra de DNA fornecida, o que resta tentar "é atacar o laboratório visando a sua [falta] de garantia de qualidade e testes de proficiência, ou usar uma 'defesa Chewbacca'... e tente arrasar-deslumbrar o júri sobre o quão complexo e complicado são as evidências ou as estimativas de probabilidade opostas. A cientista forense Erin Kenneally argumentou que os desafios judiciais para evidências digitais frequentemente usam a defesa Chewbacca, apresentando múltiplas explicações alternativas de provas forenses obtidas de computadores e provedores de Internet para confundir o júri em uma dúvida razoável. Kenneally também fornece métodos que podem ser usados para refutar uma defesa Chewbacca.. Kenneally e sua colega Anjali Swienton apresentaram esse tópico anteriormente no Sistema da Corte Estadual da Florida e na reunião anual da Academia Americana de Ciências Forenses de 2005.
O termo também foi utilizado em comentários políticos; Ellis Weiner escreveu no HuffPost que Dinesh D'Souza estava usando a defesa Chewbacca em críticas ao então nova presidente da Câmara, Nancy Pelosi, definindo-o como quando "alguém afirma sua afirmação dizendo algo tão insensivelmente absurdo que o cérebro do ouvinte cai completamente".
O livro de Jay Heinrichs, Thank You for Arguing, afirma que o termo "defesa Chewbacca" está "escondendo-se no léxico" como outro nome para a falácia red herring.
O termo foi usado por Paul Krugman, que escreveu no The New York Times que John Taylor estaria usando a defesa Chewbacca como uma aparentemente última opção para defender sua posição de política monetária havaiana, após anos declarando publicamente que "a flexibilização quantitativa levaria a uma grande aceleração da inflação".

## Leituras posteriores
- Arp, Robert (dezembro de 2006). «The Chewbacca Defense: A South Park Logic Lesson». In:  Arp, Robert. South Park and Philosophy: You Know, I Learned Something Today. [S.l.]: Blackwell Publishing. ISBN 978-1-4051-6160-2
- John G. Browning, A Long Time Ago, in A Courtroom Far, Far Away There's No Denying That the Force Is All Around Us-Even Judges Refer to George Lucas's Pop Culture Science Fiction Saga, 77 Tex. B.J. 158, 161 (2014) Texas Bar Journal